# Château de Ker Aulen
Le château de Ker Aulen est un château situé sur la commune de Frossay dans le département de la Loire-Atlantique.

## Historique
Propriété du négociant nantais Benjamin-Joseph Leroux et de son épouse Marie-Adeline Goüin, leur petite-nièce Mireille Havet y passe ses vacances.

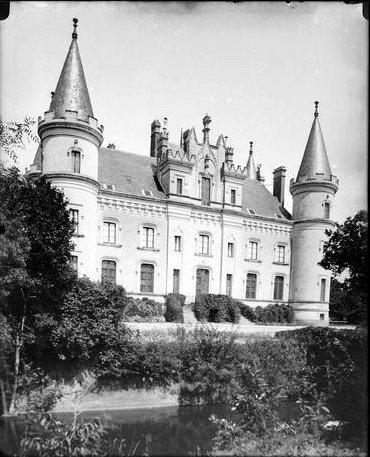
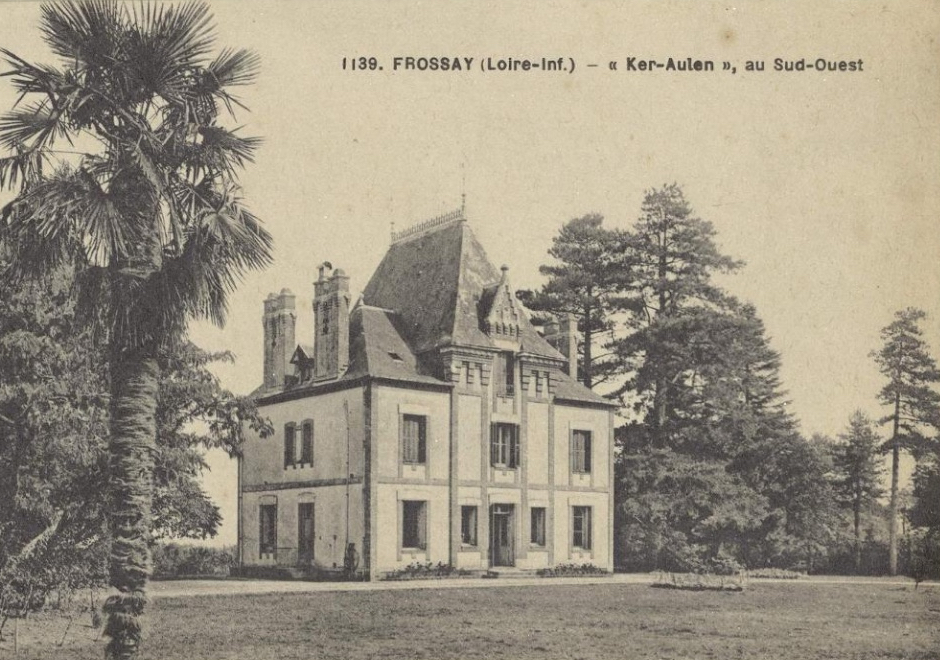